# Colossal Cave Adventure
L'Aventura Original, Colossal Cave Adventure, Advent o Adventure va ser el primer joc d'aventures per ordinador, escrit en el llenguatge de programació FORTRAN pels programadors William «Will» Crowther i Don Woods el 1976 (versió original de Will Crowther) i 1977 (versió millorada per Don Woods). El joc va ser originalment dissenyat per Crowther que també era un sagaç espeleòleg i aquest va basar part del recorregut del joc en les coves del Parc Nacional de Mammoth Cave a Kentucky.
La subxarxa de la Colossal Cave (Cova Colossal) té moltes entrades, una de les quals es coneix com a Bedquilt. Crowther va reproduir porcions de la cova real tan fidelment que els exploradors de cavernes que havien jugat el joc podien, en la primera visita, navegar fàcilment a través de seccions familiars a la regió del Bedquilt.

## Història
Will Crowther era un programador a Bolt, Beranek i Newman, que va desenvolupavar l'ARPANET (el precursor d'Internet). Crowther era un explorador de coves, que va aplicar la seva experiència de Mammoth Cave, a Kentucky, per crear un joc que pogués gaudir amb les seves joves filles.
Crowther havia explorat la Mammoth Cave a principi dels anys 1970, i havia creat un mapa de vectors basat en informes de parts de la cova real, però el text del joc és una entitat totalment separada, creada durant l'any acadèmic 1975-76 i oferia elements de fantasia com nans que llancen destrals i un pont màgic.
La versió que avui resulta més coneguda va ser el resultat d'una col·laboració amb Don Woods, un estudiant que va descobrir el joc en un ordinador de la Universitat Stanford, i va fer significatives extensions i millores, amb la benedicció de Crowther. Un gran fanàtic de Tolkien, va introduir elements addicionals de fantasia, així com elfs i un trol.
Fins a l'actualitat, els estudiants a la Universitat Stanford han de reimplementar el joc, com una tasca en el primer curs de programació d'ordinadors.
Adventure va ser el primer joc a oferir objectes que podien ser presos, usats, i deixats (i que podien ser portats per un personatge no jugador).

## Tecnologia
El joc original de Crowther va consistir en prop de 700 línies de codi en Fortran, amb al voltant d'altres 700 línies de dades, escrites pel PDP-10 del BBN. (vegeu el codi de font original). El programa va requerir gairebé 300 KB de memòria central per funcionar, una quantitat significativa en aquella època.
El 1977, Jim Gillogly de RAND Corporation va passar diverses setmanes portant el codi de Fortran a C en Unix, amb l'acord de Woods i Crowther.
El joc també va ser portat al super-mini de Prime Computer funcionant en PRIMOS a finals dels anys 1970, usant Fortran 4.
Les versions posteriors del joc es van moure lluny dels llenguatges de programació de propòsits generals com a C o Fortran, i en lloc d'això, van ser escrites per als motors d'aventures conversacionals especials, com la màquina-Z d'Infocom.

## Versions posteriors
Es van llançar moltes versions de Colossal Cave, la majoria amb títol simple de Adventure, o afegint una etiqueta d'alguna classe al nom original (ex. Adventure II, Adventure 550, Adventure4+…). Microsoft va llançar una versió de Adventure, per l'IBM PC, amb la seva versió inicial del MS-DOS 1.0 (en un disc d'una sola cara, requerint 32KB de RAM). El Adventure Family Tree page de Russel Dalenberg, proporciona el millor resum, (no obstant això encara incomplet), de diverses versions i de les seves relacions.
Fins que la versió original de Crowther va ser trobada, la versió que Don Woods va expandir el 1977 era generalment considerada la "original definitiva". Com a part d'aquesta expansió, Woods va agregar un sistema de puntuació que va ser fins als 350 punts. Les versions ampliades amb trencaclosques addicionals són fins a 1000 punts o més. El MUD d'AMP tenia un Colossal Cave de multijugador.
La influent versió de 550 punts de Dave Platt va ser innovadora en un seguit de qüestions. Es va trencar amb la codificació del joc directament en un llenguatge de programació com Fortran o C. En lloc d'això, Platt va desenvolupar l'A-code —un llenguatge per a la programació d'aventures— i va escriure la seva versió ampliada en aquest llenguatge. El codi font A-code era pre-processat per un programa del "munger" F77, que traduïa l'A-code a una base de dades de text, i un pseudo-binari tokenitzat. Aquests llavors eren distribuïts junts amb un A-code F77 "executiu", també escrit en F77, que efectivament funcionava el pseudo-binari tokenitzat.
La versió de Platt era també notable per proporcionar una varietat a l'atzar de respostes quan informava al jugador que, per exemple, no havia sortida en la direcció nominada, per introduir un nombre d'esdeveniments rars de "camafeig", i per produir alguns jocs de paraules extravagants.
El joc es desenvolupa en un món virtual creat per localitzacions de text (textualment se li explica al jugador on es troba i quins objectes hi ha) on el jugador a través d'instruccions simples escrites, pot interaccionar amb objectes, personatges i recórrer les diferents localitzacions del joc fins a arribar a resoldre l'enigma o trencaclosques. Algunes localitzacions del joc inclouen a més del text, un dibuix de la zona, col·laborant així a la visualització mental del món desenvolupat en el joc.
L'any 1989 l'empresa Aventuras AD va llançar La Aventura Original en espanyol per a microordinadors de 8 i 16 bits, inspirada en la Colossal Cave. Inspirada en aquesta hi ha una versió per Android creada per Borja R. Torre el 2013 disponible gratuïtament a Google Play.

## Paraules i frases memorables

### XYZZY
XYZZY és una paraula màgica oposada en el joc. Sovint confon a jugadors principiants. Ells mecanografiaran "xyzzy" en diverses parts per veure si és útil i aconseguir la resposta genèrica "Nothing happens" (no passa res). Això es va convertir en una broma interna entre els jugadors.

### Altres línies
Altres línies memorables del joc són:
- Una enorme i feroç serp verda obstaculitza el camí!
- Amb què? Amb les teves mans pelades? (es refereix a matar a la serp, un drac, etc).
- Amb què? Amb les teves mans pelades? Contra les seves mans d'os? (Es refereix a matar a l'os).
- No té gana (solament nostàlgia dels fiords). (Si intentes alimentar a l'ocell) - Una referència al sketch del lloro mort de Monty Python
- El joc respon a un jugador frustrat llançant-li un Mira-ho!, i a instruccions de menjar coses inadequades (per exemple, l'ocell, la serp) amb l'expressió Yecch!

### Desenvolupament continuat
Just com a Don Woods va prendre el desenvolupament d'Adventure on ho va deixar Crowther, altres programadors van continuar la història a la seva pròpia manera.
La versió F77 de 550 punts de Dave Platt també tenia alguns moments memorables:
- En el panorama salta una criatura horrible!! A sis peus de distància, s'assembla a una gran massa amorfa de gelea blanca translúcida; encara que sembla massiva, està rebotant lleugerament cap amunt i cap avall com si fos tan lleugera com una ploma. Està emetent un constant so vibrant, i >RUGEIX< amb veu alta mentre et mira. - Aquesta era una referència Rover de The Prisoner

Platt també tenia un nombre "camafeigs" - esdeveniments molt rars de cap conseqüència. Per exemple:
- De la foscor propera ve el so de peus que es mouen d'un costat a un altre. Mentre que dónes volta cap al so, el ciclop de nou peus passeja dins de la llum del teu llum. El ciclop està vestit amb un vestit de tres peces de llana d'estam, i està usant un barret de copa de seda negra i botes de vaquer i està portant un bastó de banús. Ell s'adona de la teva mirada i es deté, sembla congelat en el seu recorregut, amb el seu ull ple de sang inflat per la sorpresa, i la seva maixella, omple d'ullals, penjant amb sobresalt. Després de mirar-te fixament per alguns moments amb incredulitat i sorpresa, cerca en la butxaca de la seva armilla i treu una petita bossa de plàstic ple d'una substància verda frondosa, i l'examina acuradament. "Després que tot, ha de valer vuitanta pazools l'unça", remuga el ciclop, qui et llança una mirada final, s'estremeix, i es trontolla fora de vista.

Altres versions van agregar el seu propi sabor a les accions.
- Amb dificultat extrema, tu baixes de la paret uns set peus d'alt, vint peus de llarg, una vista de tres-cents seixanta graus de Mart preses per la sonda Viking. - De l'extensió de Witt's End, en la versió de CP/M de Mike Goetz (1983); aquesta acció faria venir al Rover (vegeu amunt).

- Estic apesadumbrat, però les regulacions màgiques del vol de catifa prohibeixen específicament qualsevol activitat amb excepció de (a) gaudir del panorama (recomanada), (b) revisar les seves possessions (opcional) i (c) prenent fortament les vores de la catifa en un canvi de rumb de terror d'estómac regirat (no recomanat). - De la versió de 770 punts de Mike Arnautov (2003)